# Klaus Mann
Klaus Mann (Munique, 18 de novembro de 1906 — Cannes, 22 de maio de 1949) foi um escritor alemão.
Filho de Thomas Mann e Kathia Mann. Ficou conhecido sobretudo pelo romance Mephisto, em que retrata a vida de Gustaf Gründgens, um ator alemão que foi casado com sua irmã Erika Mann.

## Biografia
Klaus Mann nasceu em Munique. Ele sofreu pela sua homossexualidade e pela falta de estima do seu pai. Ainda na Alemanha, fez parte do grupo de teatro die Pfeffermühle de sua irmã Erika Mann, que ridicularizava os Nazis. Deixou a Alemanha em 1933, ano da chegada ao poder de Hitler, juntando-se à família no exílio na Suíça. Trabalhou para o exército americano na Segunda Guerra Mundial, fazendo folhetos de propaganda em alemão. Faleceu em Cannes com uma sobredose de comprimidos para dormir. Encontra-se sepultado em Cimetière du Grand Jas de Cannes, Cannes na França.

## Obra

### Romances
- Der fromme Tanz. Das Abenteuerbuch einer Jugend.  Enoch Verlag, Hamburgo 1925, reedição Rowohlt Verlag, Reinbek 2004, ISBN 3-499-23687-7
- Alexander. Roman der Utopie. S. Fischer Verlag, Berlim 1929, reedição Rowohlt Verlag, Reinbek 2006, ISBN 3-499-24412-8
- Treffpunkt im Unendlichen. S. Fischer Verlag, Berlim 1932, reedição Rowohlt Verlag, Reinbek 1998, ISBN 3-499-22377-5
- Flucht in den Norden. Querido Verlag, Amsterdã 1934, reedição Rowohlt Verlag, Reinbek 2003, ISBN 3-499-23451-3
- Symphonie Pathétique. Ein Tschaikowsky-Roman. Querido Verlag, Amsterdã 1935, reedição Rowohlt Verlag, Reinbek 1999, ISBN 3-499-22478-x
- Mephisto, Roman einer Karriere. Querido Verlag, Amsterdã 1936, reedição Rowohlt Verlag, Reinbek 1981, überarbeitete Neuausgabe 2007, ISBN 978-3-499-22748-6
- Der Vulkan, Roman unter Emigranten. Querido Verlag, Amsterdã 1939, reedição Rowohlt Verlag, Reinbek 1999, ISBN 3-499-22591-3
- The Last Day. 1949 (fragmento sem publicação)